# انتخابات الرئاسة الإكوادورية 1932
انتخابات الرئاسة الإكوادورية 1932 هي الانتخابات الرئاسية التي جرت في 1932، في الإكوادور، لانتخاب رئيس الإكوادور، فاز بالانتخابات Juan de Dios Martínez ‏.